# Miché
Miguel García Martín, plus communément appelé Miché, est un footballeur espagnol né le 19 mai 1935 à Salamanque (Espagne) et mort le 22 mars 2014 dans la même ville. Il évoluait au poste de défenseur.

## Biographie

### En club
Miché évolue sous les couleurs de l'AD Ceuta FC durant la saison 1957-1958.
Il rejoint le Real Madrid en 1958.
Il dispute notamment trois matchs de Coupe des clubs champions lors de la campagne 1958-1959 : lors des demi-finales le Real rencontre son rival l'Atlético de Madrid et Miché joue la double rencontre puis le match d'appui. Le club remporte la compétition et Miché est sacré champion d'Europe,.
Lors de la campagne 1959-1960, Miché dispute la double confrontation contre l'OGC Nice lors des quarts de finale (victoire 3-2 à Nice puis 4-0 à Madrid). Il joue également la demi-finale retour contre le FC Barcelone que le Real remporte 3-1. Le club remporte à nouveau la compétition mais Miché ne dispute pas la finale.
Avec le Real Madrid, il est sacré Champion d'Espagne en 1961.
Après ce titre, il est transféré au CA Osasuna qu'il représente durant la saison 1961-1962.
Il rejoint en 1962 le Deportivo La Corogne.
De 1963 à 1966, Miché est joueur du Real Valladolid.
Après une saison 1967-1968 sous les couleurs de Hércules Alicante, il raccroche les crampons.
Le bilan de la carrière de Miché s'élève à 115 matchs joués en première division, pour un but inscrit, et 96 matchs en deuxième division. Il joue également six rencontres en Coupe d'Europe des clubs champions.

## Palmarès
| Real Madrid - Coupe des clubs champions (2) : - Vainqueur : 1958-59 et 1959-60. - Championnat d'Espagne (1) : - Champion : 1960-61. |